# Yanni
Yanni (phát âm là /ˈjɑːni/ YAH-nee), tên khai sinh là Yiànnis Hryssomàllis (phát âm /kriːsoʊˈmɑːliːs/ kree-soh-MAH-leess); tiếng Hy Lạp: Γιάννης Χρυσομάλλης; phiên âm là Giannis Chrysomallis) sinh ngày 14 tháng 11 năm 1954, tại Kalamata, Hy Lạp, là một nghệ sĩ piano tự học, nghệ sĩ organ keyboard, và là nhạc sĩ sáng tác người Hy Lạp.
Ông được nhận đề cử giải cho album năm 1992, Dare to Dream, và album tiếp theo năm 1993, In My Time. Ông đã thành công vượt bậc với việc phát hành album trực tiếp thu hình liveshow vào năm 1994 Yanni Live at the Acropolis, được đánh giá là video âm nhạc bán chạy nhất. Cho đến nay, Yanni đã biểu diễn trực tiếp trước hai triệu người đến từ hơn 20 nước trên thế giới. Ông cũng nhận được hơn 35 album Bạch kim và Vàng trên toàn cầu, với số lượng bán ra hơn 20 triệu bản. Yanni cũng được đánh giá là một trong những người thu lợi nhiều nhất từ phương tiện đại chúng. Những sáng tác của ông được trình diễn trong các buổi truyền hình Thế vận hội Olympic từ năm 1988, cũng như trong các sự kiện thể thao hay những chương trình khác. Nhạc của ông được xếp vào dòng nhạc "new age", mặc dù ông ưa dùng cụm từ "nhạc hòa tấu đương đại" để giới thiệu về nhạc của mình.

## Tiểu sử

### Thuở thiếu thời
Yanni là một nghệ sĩ piano tự học và là nhạc sĩ, mà theo lời thuật lại của gia đình rằng ông không được đào tạo chuyên môn, thậm chí không thể đọc nhạc được. Ông cũng là vận động viên bơi lội được tuyển chọn tại Hy Lạp và đạt được kỷ lục quốc gia về nội dung bơi tự do 50 mét khi mới 14 tuổi. Năm 18 tuổi ông đậu vào trường Đại học Minnesota. Khi còn là sinh viên ở đây, Yanni đã tham gia một ban nhạc nhỏ đầy triển vọng có tên Chameleon. Đó cũng chính là lúc ông gặp được Charlie Adams, tay trống người Mỹ mà sau này là nghệ sĩ cùng trình diễn với ông đến nay. Ban Chameleon gặt hái được nhiều thành công trong chuyến lưu diễn xuyên vùng Trung Tây Hoa Kỳ, đặc biệt là các bang Minnesota, Iowa, Wisconsin, Illinois và Nam Dakota. Sau khi nhận được bằng Cử nhân ở bộ môn tâm lý học, ông quyết theo đuổi âm nhạc. Ông chuyển đến Los Angeles, theo đuổi sự nghiệp sáng tác nhạc phim. Năm 1987 ông thành lập một ban nhạc nhỏ bao gồm cả John Tesh và Charlie Adams, bắt đầu đi trình diễn để quảng bá cho những album đầu tiên của mình, Keys to Imagination, Out of Silence, và Chameleon Days.

### Thập niên 1990
Yanni phát hành album Dare to Dream vào năm 1992. Đây là album được đề cử giải Grammy đầu tiên của ông, giới thiệu nhạc phẩm Aria (dựa trên bản opera The Flower Duet) được sử dụng trong quảng cáo của hãng British Airways. Album tiếp theo của ông cũng được đề cử giải Grammy, In My Time, được phát hành vào năm 1993. Những tác phẩm của ông được sử dụng nhiều trong các chương trình truyền hình và sự kiện thể thao, bao gồm Super Bowl, Wide World of Sports, các giải U.S. Open, Tour de France, World Figure Skating Championships, Thế vận hội, và ABC News.
Năm 1994, Yanni tạo được cú hích khi phát hành album thu hình trực tiếp buổi trình diễn của ông tại quê nhà vào ngày 23 tháng 9 năm 1993, Yanni Live at the Acropolis, tại Đại hý viện Herod Atticus hai nghìn năm tuổi ở Athens, Hy Lạp. Đây là album liveshow đầu tiên của ông với dàn nhạc giao hưởng đầy đủ dưới sự chỉ huy của nhạc trưởng người Iran Shahrdad Rohani và ban nhạc riêng. Buổi trình diễn này cũng được phát sóng trên hệ thống đài PBS và nhanh chóng trở thành một trong những chương trình được phổ biến rộng rãi nhất, được hơn nửa tỉ người tại 65 năm nước xem. Album cũng liên tục trụ được trên các bảng xếp hạng từ khi được phát hành và là video âm nhạc thứ hai bán chạy nhất mọi thời đại, với hơn bảy triệu bản trên toàn cầu. Một tác phẩm trong album, "Acroyali/Standing in Motion", được Journal of the Royal Society of Medicine đánh giá là chịu "ảnh hưởng của nhạc Mozart" bởi nó giống bản K 448 của Mozart ở tốc độ, cấu trúc, giai điệu và tiết tấu và hoàn toàn có thể đoán trước được. Ông cũng xuất hiện trong các chương trình PBS Pledge TV Specials như chương trình Một Thập niên Đỉnh cao, giới thiệu các nhạc phẩm từ Live at the Acropolis, Tribute và Live at Royal Albert Hall, London.
Vào tháng 3 năm 1997, Yanni trở thành một trong số ít những nghệ sĩ Tây phương được phép trình diễn và ghi hình tại đền Taj Mahal ở Ấn Độ. Ít lâu sau ông cũng đã trình diễn tại Tử Cấm Thành, Trung Quốc. Tổng hợp từ hai buổi trình diễn này, ông đã phát hành album liveshow thứ hai, Tribute vào năm 1997. Armen Anassian, nhạc trưởng buổi trình của Yanni tại London năm 1996, đã thừa nhận rằng ông hoàn toàn nghi ngại với những ý định của Yanni khi trình diễn tại đền Taj Mahal và Tử Cấm Thành nằm trong dự án Tribute: "Thành thực mà nói, chỉ vài năm trước đây khi Yanni đề cập đến chuyện này, ý tưởng của ông thật tuyệt vời. Lúc đó bản thân tôi cũng đầy nghi hoặc, điều này cũng dễ hiểu. Nhưng sự thật là nó đã diễn ra. Chúng tôi đã làm được." Anassian mô tả Yanni là một người "rất lạc quan" và "không gì có thể cản trở ông". Quan điểm đó cũng dễ dàng nhận ra trong các tác phẩm của ông. "Bản thân tôi nghĩ nó không phải là mục tiêu. Yanni luôn chân thành với cảm xúc của mình. Và dòng nhạc của ông vẫn luôn đến từ trái tim. Ông sáng tác rất thoải mái, âm nhạc cũng xuất phát từ điều đó. Những gì hay nhất của âm nhạc cũng được tạo ra. Đó chính là những gì mọi người muốn nghe".
Hai đạo diễn ánh sáng Lee Rose và David "Gurn" Kaniski đã nhận được đề cử cho giải Emmy ở hạng mục "Chỉ đạo Ánh sáng xuất sắc nhất cho Phim truyện dài tập, Chương trình tạp kỹ, Chương trình truyền hình và những Sự kiện đặc biệt" cho cả hai chương trình Live at the Acropolis và Tribute.

### Thập niên 2000
Năm 2000, sau hai năm vắng bóng, Yanni đã phát hành album phòng thu đầu tiên trong bảy năm: If I Could Tell You.
Yanni tổ chức lưu diễn suốt hai năm 2003–2004 cùng với sự ra mắt album Ethnicity phát huy triết lý "Một Thế giới, Một Cộng đồng". Chuyến lưu diễn này được Tạp chí Billboard xếp hạng lớn thứ Tư toàn cầu trong năm.
Ngày 6 tháng 5 năm 2004, Đại học Minnesota trao tặng học vị Tiến sĩ Nhân văn danh dự cho Yanni.
Ông khởi động chuyến lưu diễn năm 2004–2005 "Yanni Live!" tại Mandalay Bay, Las Vegas, Nevada, và phát hành album liveshow tiếp theo mang tên Yanni Live! The Concert Event vào năm 2006.
Năm 2008, cùng cộng tác với nhà sản xuất Ric Wake, Yanni cùng một số ca sĩ viết nhạc, lời và hát những tác phẩm của ông trong album Yanni Voices. Vào ngày 24 tháng 3 năm 2009, Disney Pearl Imprint phát hành Yanni Voices, album phòng thu đầu tiên của ông trong sáu năm, và nhà sản xuất Buena Vista Concerts khởi động chuyến lưu diễn quảng bá bắt đầu từ tháng 4 năm 2009.

### Thập niên 2010
Chuyến lưu diễn Yanni Live in South America đã diễn ra tại Santiago (Chile), Buenos Aires (Argentina), São Paulo và Rio de Janeiro (Brasil) vào tháng Chín, và Hato Rey, Puerto Rico vào tháng 11 năm 2010. Performances in Mexico (January 2011) and Panama (February 2011) were followed by a 43-stop tour of Canada and the United States. The tour of South, Central, and North America included new vocalists, distinct from the 2008-2009 Yanni Voices vocalists.
Album Yanni Mexicanisimo, phát hàng vào tháng 10 năm 2010, với mục đích tri ân dòng nhạc Mexico, kết hợp các nhạc phẩm Mexico và phong cách của Yanni.
Yanni phát hành album Truth of Touch vào đầu tháng 2 năm 2011. Yanni cũng đang cố gắng để mở rộng các buổi trình diễn của ông đến Trung Quốc và các nước Nam Mỹ, bao gồm Chile, Argentina và Brazil.

## Tự thuật
Quyển tự thuật của Yanni, Yanni in Words, cùng viết với David Rensin, được phát hành vào tháng 2 năm 2003. Đó là một tuyển tập những hồi ức của ông như tuổi thơ ở Hy Lạp, thời sinh viên ở Minnesota, sự thành công của ông như một ngôi sao quốc tế với nhiệt huyết của mình trong quá trình sáng tác, mối quan hệ trong chín năm với diễn viên Linda Evans. Quyển sách được phát hành cùng lúc với thời điểm ra mắt album thứ 13 Ethnicity và được New York Times đánh giá là quyển sách bán chạy nhất.

## Danh sách đĩa nhạc

### Album phòng thu
- 1984 Optimystique
- 1986 Keys to Imagination
- 1987 Out of Silence
- 1988 Chameleon Days
- 1989 Niki Nana
- 1990 Reflections of Passion
- 1991 In Celebration of Life
- 1992 Dare to Dream
- 1993 In My Time
- 2000 If I Could Tell You
- 2003 Ethnicity
- 2009 Yanni Voices and Yanni Voces (Spanish Version)
- 2010 Yanni Mexicanisimo
- 2011 Truth of Touch
- 2012 My Passion for Mexico
- 2014 Inspirato

### Album liveshow/Băng hình
- 1994 Yanni Live at the Acropolis
- 1995 Yanni Live at Royal Albert Hall
- 1996 Yanni One on One
- 1997 Tribute
- 2006 Yanni Live! The Concert Event
- 2009 Yanni Voices and Yanni Voces (Spanish Version)
- 2016 Yanni - The Dream Concert: Live from the Great Pyramids of Egypt

### Nhạc phim
- 1988 Steal the Sky
- 1988 Heart of Midnight
- 1989 I Love You Perfect
- 1990 Children of the Bride
- 1990 She'll Take Romance
- 1990 When You Remember Me
- 1994 Hua qi Shao Lin

### Tuyển tập
- 1992 Romantic Moments, BMG
- 1994 A Collection of Romantic Themes, Private Music
- 1997 Devotion (The Best of Yanni), Private Music
- 1997 Port of Mystery, Windham Hill
- 1997 In The Mirror, Private Music
- 1997 Nightbird, Unison
- 1999 Someday, Unison
- 1999 The Private Years, Private Music
- 1999 Love Songs, RCA Victor
- 1999 Winter Light
- 2000 Snowfall
- 2000 The Very Best of Yanni (2000–10), Windham Hill Records, RCA Victor
- 2003 Ultimate Yanni
- 2010 The Essential Yanni

## Các chuyến lưu diễn
- 1987: Out of Silence
- 1988: Chameleon Days
- 1990: Reflections of Passion
- 1991: Revolution in Sound
- 1992: Dare to Dream
- 1993: Yanni Live, The Symphony Concerts 1993
- 1994: Yanni Live, The Symphony Concerts 1994
- 1995: Yanni Live, The Symphony Concerts 1995
- 1997: Tribute
- 2003–4: Ethnicity
- 2004–5: Yanni Live!
- 2008–9: Yanni Voices
- 2010: Yanni Live in South America
- 2011: Yanni Live at El Morro, Puerto Rico
- 2012: An Evening with Yanni
- 2013:	World Without Borders
- 2014: World Tour